# Saison 2022-2023 du Racing Club de Lens
Maillots
Dernière mise à jour : 7 août 2022.
Chronologie
Saison précédente Saison suivante
La saison 2022-2023 du Racing Club de Lens, club de  football professionnel français, est la 61e saison du club au sein de la Ligue 1, première division française. C'est la troisième année en Ligue 1 depuis 2020. Lors de la saison précédente (2021/2022), le club termine à la septième place.
L'actionnaire Joseph Oughourlian de la société Solférino est propriétaire du club depuis 2016. L'équipe est entraînée par Franck Haise, en poste depuis février 2020. Après une nouvelle saison réussie, ce dernier prolonge jusqu'en 2025.

## Avant saison
Yannick Cahuzac prend sa retraite de joueur et rejoint le staff lensois pour remplacer Alou Diarra qui prend en main l'équipe de jeunes de l'ESTAC Troyes après deux saisons en tant qu'adjoint de Franck Haise.
Les lensois partent en stage à Rodez à partir du 11 juillet et y disputent deux matchs amicaux. Ils reçoivent par la suite l'Inter Milan et West Ham

## En cours de saison
En octobre 2022, Florent Ghisolfi, directeur sportif du Racing Club de Lens, quitte le club pour occuper la même fonction à l'OGC Nice. Ghisolfi souhaite emmener avec lui à Nice son adjoint chargé du recrutement Grégory Thil qui signe initialement un contrat avant de se rétracter. Une fois le départ de Ghisolfi acté, le propriétaire du club lensois Joseph Oughourlian ainsi que le directeur général Arnaud Pouille décident en accord avec les intéressés de promouvoir Grégory Thil au poste de directeur technique et de nommer l'entraîneur Franck Haise manager, chargé de l'aspect sportif de l'équipe première mais aussi des équipes du centre de formation. Haise et Thil sont revalorisés, Thil ayant un contrat à durée indéterminée et Haise voyant le sien prolongé de deux saisons soit jusqu'en juin 2027.

## Effectif professionnel actuel
Le tableau suivant dresse la liste des joueurs faisant partie de l'effectif lensois pour la saison 2022-2023.
Note : Les numéros 12 et 17 ont été retirés par le club. En effet, le 12 représente le public lensois et le 17 le numéro que portait Marc-Vivien Foé, mort subitement le 26 juin 2003.

## Tableau des transferts
| Nat.     | Nom                        | Poste     | Transfert              | Fin du contrat | Provenance/Destination                         | Championnat                                    | Réf.     |
| Arrivées | Arrivées                   | Arrivées  | Arrivées               | Arrivées       | Arrivées                                       | Arrivées                                       | Arrivées |
| -------- | -------------------------- | --------- | ---------------------- | -------------- | ---------------------------------------------- | ---------------------------------------------- | -------- |
|          | Adam Buksa                 | Attaquant | Transfert (9,4 M€)     | 2027           | New-England Revolution                         | Major League Soccer                            | [ 9 ]    |
|          | Jimmy Cabot                | Milieu    | Transfert (1 M€)       | 2026           | SCO Angers                                     | Ligue 1                                        | [ 10 ]   |
|          | Salis Abdul Samed          | Milieu    | Transfert (5 M€)       | 2027           | Clermont Foot 63                               | Ligue 1                                        | [ 11 ]   |
|          | Łukasz Poręba              | Milieu    | Libre                  | 2027           | Zagłębie Lubin                                 | Ekstraklasa                                    | [ 12 ]   |
|          | Brice Samba                | Gardien   | Transfert (5 M€)       | 2027           | Nottingham Forest FC                           | Premier League                                 | [ 13 ]   |
|          | Loïs Openda                | Attaquant | Transfert (9,8 M€)     | 2027           | Club Bruges KV                                 | Division 1A                                    | [ 14 ]   |
|          | Yaya Fofana                | Milieu    | Transfert (? M€)       | 2027           | Afrique Football Élite                         | Ligue 1                                        | [ 15 ]   |
|          | Alexis Claude-Maurice      | Milieu    | Prêt                   | 2023           | OGC Nice                                       | Ligue 1                                        | [ 16 ]   |
|          | Jean Onana                 | Milieu    | Transfert (6,5 M€)     | 2027           | Girondins de Bordeaux                          | Ligue 2                                        | [ 17 ]   |
|          | Julien Le Cardinal (joker) | Défenseur | Transfert (3 M€)       | 2025           | Paris FC                                       | Ligue 2                                        | [ 18 ]   |
| Départs  |                            |           |                        |                |                                                |                                                |          |
|          | Maël Haise rés.            | Défenseur | Fin de contrat         | 2023           | Knights de l'UCF                               | NCAA Division I FBS                            | ,        |
|          | Arnaud Kalimuendo          | Attaquant | Retour de prêt         | 2022           | Paris Saint-Germain FC                         | Ligue 1                                        | [ 21 ]   |
|          | Souleymane Cissé rés.      | Défenseur | Fin de contrat         | 2023           | Clermont Foot 63                               | Ligue 1                                        | [ 22 ]   |
|          | Yannick Cahuzac            | Milieu    | Retraite               | 2022           | Rejoint le staff en tant qu'entraîneur-adjoint | Rejoint le staff en tant qu'entraîneur-adjoint | [ 23 ]   |
|          | Jonathan Varane rés.       | Milieu    | Fin de contrat         | 2024           | RS Gijón                                       | Segunda División                               | ,        |
|          | Boubakar Camara rés.       | Attaquant | Fin de contrat         | 2024           | FC Dordrecht                                   | Eerste Divisie                                 | ,        |
|          | Corentin Jean              | Attaquant | Transfert (1,2 M€)     | 2024           | Inter Miami CF                                 | Major League Soccer                            | [ 27 ]   |
|          | Cheick Doucouré            | Milieu    | Transfert (28 M€)      | 2027           | Crystal Palace FC                              | Premier League                                 | [ 28 ]   |
|          | Brayann Pereira rés.       | Défenseur | Fin de contrat         | 2025           | AJ Auxerre                                     | Ligue 1                                        | [ 29 ]   |
|          | Tom Ducrocq                | Milieu    | Prêt avec OA           | 2024           | SC Bastia                                      | Ligue 2                                        | [ 30 ]   |
|          | Simon Banza                | Attaquant | Transfert (5 M€)       | 2027           | SC Braga                                       | Primeira Liga                                  | [ 31 ]   |
|          | Jonathan Clauss            | Défenseur | Transfert (11 M€)      | 2025           | Olympique de Marseille                         | Ligue 1                                        | [ 32 ]   |
|          | Gaëtan Robail              | Attaquant | Fin de contrat         | 2023           | Atromitos FC                                   | Super League                                   | [ 33 ]   |
|          | Valentino Lesieur rés.     | Gardien   | Fin de contrat         | 2023           | GD Chaves                                      | Primeira Liga                                  | [ 34 ]   |
|          | Colin Farnerud rés.        | Milieu    | Fin de contrat         | 2023           | VfB Stuttgart                                  | Bundesliga                                     | [ 35 ]   |
|          | Anis Hadj Moussa rés.      | Milieu    | Fin de contrat         | 2023           | ROC Charleroi                                  | Nationale 1                                    | [ 36 ]   |
|          | Denzel Custos rés.         | Attaquant | Fin de contrat         | 2022           |                                                |                                                | [ 37 ]   |
|          | Charles Boli               | Milieu    | Transfert (? M€)       | 2024           | Pau FC                                         | Ligue 2                                        | [ 38 ]   |
|          | Ibrahima Baldé             | Attaquant | Prêt                   | 2023           | FC Annecy                                      | Ligue 2                                        | [ 39 ]   |
|          | Patrick Berg               | Milieu    | Transfert (4,5 M€)     | 2026           | FK Bodø/Glimt                                  | Tippeligaen                                    | [ 40 ]   |
|          | Ignatius Ganago            | Attaquant | Transfert (6 M€)       | 2026           | FC Nantes                                      | Ligue 1                                        | [ 41 ]   |
|          | Mamadou Camara             | Milieu    | Prêt                   | 2024           | SC Bastia                                      | Ligue 2                                        | [ 42 ]   |
|          | Christopher Wooh           | Défenseur | Transfert (9 M€)       | 2026           | Stade rennais FC                               | Ligue 1                                        | [ 43 ]   |
|          | Gaël Kakuta                | Milieu    | Résiliation de contrat | 2026           | Amiens SC                                      | Ligue 2                                        | [ 44 ]   |

| Nat.     | Nom              | Poste    | Transfert                           | Fin du contrat | Provenance/Destination | Championnat | Réf.     |
| Arrivées | Arrivées         | Arrivées | Arrivées                            | Arrivées       | Arrivées               | Arrivées    | Arrivées |
| -------- | ---------------- | -------- | ----------------------------------- | -------------- | ---------------------- | ----------- | -------- |
|          | Adrien Thomasson | Milieu   | Transfert (3,9 M€)                  | 2026           | RC Strasbourg Alsace   | Ligue 1     | [ 45 ]   |
|          | Angelo Fulgini   | Milieu   | Prêt avec obligation d'achat (7 M€) | 2027           | FSV Mayence            | Bundesliga  | [ 46 ]   |

## Matchs amicaux
| Date             | Horaire | Adversaire       | Lieu                   | Score             | Buteur(s) du RCL                           | Buteur(s) adverse(s) | Affluence                 | Lien |
| ---------------- | ------- | ---------------- | ---------------------- | ----------------- | ------------------------------------------ | -------------------- | ------------------------- | ---- |
| 2 juillet 2022   | 15h00   | Paris FC         | La Gaillette           | 0 - 0             | -                                          | -                    | 0 spectateurs (huis-clos) |      |
| 9 juillet 2022   | 16h00   | Valenciennes FC  | La Gaillette           | 3 - 0             | Camara (48e, 52e), Danso (62e)             | -                    | 0 spectateurs (huis-clos) |      |
| 16 juillet 2022  | 10h30   | Rodez AF         | Stade Paul-Lignon      | 1 - 0             | Banza (30e)                                | -                    |                           |      |
| 16 juillet 2022  | 16h00   | Clermont Foot 63 | Stade Paul-Lignon      | 3 - 1             | Machado (34e), Kakuta (40e), Saïd (88e)    | Chader (77e)         |                           |      |
| 23 juillet 2022  | 18h30   | Inter Milan      | Stade Bollaert-Delelis | 1 - 0             | Openda (90e)                               | -                    | 32 000 spectateurs        |      |
| 30 juillet 2022  | 18h15   | West Ham         | Stade Bollaert-Delelis | 0 - 0             | -                                          | -                    | 35 569 spectateurs        |      |
| 10 décembre 2022 | 16h00   | Montpellier HSC  | Marbella               | 2 - 1 (4 x 25min) | Fortes (65e, 75e)                          | Wahi (95e sp)        |                           |      |
| 17 décembre 2022 | 13h00   | Le Havre AC      | Stade Bollaert-Delelis | 3 - 0             | Machado (10e, 24e), Sotoca (90e)           | -                    |                           |      |
| 17 décembre 2022 | 15h30   | Le Havre AC      | Stade Bollaert-Delelis | 0 - 0 (2 x 35min) | -                                          | -                    |                           |      |
| 21 décembre 2022 | 16h00   | Stade de Reims   | Stade Auguste-Delaune  | 2 - 1             | Abdelhamid (63e csc), Claude-Maurice (78e) | Munetsi (61e)        |                           |      |

## Championnat de Ligue 1

### Matchs aller

#### Journée 1 à 5
Les cinq premiers matchs de l'équipe du Racing Club de Lens lors de cette saison Championnat de France de football 2022-2023 se soldent par une série d'invincibilité de quatre victoires et un match nul pour un total de 14 buts marqués pour 6 buts encaissés. L'équipe a aussi pris un total de 13 points pour ces matchs et se place à la 2e place de Ligue 1.
| Entraîneur : |
| Franck Haise |

| Entraîneur :        |
| Michel Der Zakarian |

| Entraîneur : |
| Franck Haise |

| Entraîneur :        |
| Michel Der Zakarian |

| Entraîneur :      |
| Olivier Pantaloni |

| Entraîneur : |
| Franck Haise |

| Entraîneur :      |
| Olivier Pantaloni |

| Entraîneur : |
| Franck Haise |

| Entraîneur :     |
| Philippe Clement |

| Entraîneur : |
| Franck Haise |

| Entraîneur :     |
| Philippe Clement |

| Entraîneur : |
| Franck Haise |

| Entraîneur : |
| Franck Haise |

| Entraîneur :  |
| Bruno Génésio |

| Entraîneur : |
| Franck Haise |

| Entraîneur :  |
| Bruno Génésio |

| Entraîneur : |
| Franck Haise |

| Entraîneur :  |
| Régis Le Bris |

| Entraîneur : |
| Franck Haise |

| Entraîneur :  |
| Régis Le Bris |

#### Journée 6 à 10
Les matchs 6 à 10 de l'équipe du Racing Club de Lens lors de cette saison Championnat de France de football 2022-2023 se soldent par deux victoires et deux matchs nuls et une défaite mettant fin à une série de dix-sept matchs d'invincibilité pour un total de 3 buts marqués pour 2 buts encaissés. L'équipe a aussi pris un total de 8 points pour ces matchs et se place à la 4e place de Ligue 1.
| Entraîneur :         |
| Óscar García Junyent |

| Entraîneur : |
| Franck Haise |

| Entraîneur :         |
| Óscar García Junyent |

| Entraîneur : |
| Franck Haise |

| Entraîneur : |
| Franck Haise |

| Entraîneur : |
| Bruno Irles  |

| Entraîneur : |
| Franck Haise |

| Entraîneur : |
| Bruno Irles  |

| Entraîneur :      |
| Antoine Kombouaré |

| Entraîneur : |
| Franck Haise |

| Entraîneur :      |
| Antoine Kombouaré |

| Entraîneur : |
| Franck Haise |

| Entraîneur : |
| Franck Haise |

| Entraîneur : |
| Peter Bosz   |

| Entraîneur : |
| Franck Haise |

| Entraîneur : |
| Peter Bosz   |

| Entraîneur :  |
| Paulo Fonseca |

| Entraîneur : |
| Franck Haise |

| Entraîneur :  |
| Paulo Fonseca |

| Entraîneur : |
| Franck Haise |

#### Journée 11 à 15
Les cinq matchs suivants de l'équipe du Racing Club de Lens lors de cette saison Championnat de France de football 2022-2023 se soldent par une série d'invincibilité de 5 victoires pour un total de 9 buts marqués pour 2 buts encaissés. L'équipe a aussi pris un total de 15 points sur 15 possibles pour ces matchs et se place à la 2e place de Ligue 1. La victoire du RC Lens contre Toulouse permet au club d'obtenir 30 points en 13 matchs, soit son meilleur total historique à ce stade d'une saison.
| Entraîneur : |
| Franck Haise |

| Entraîneur :       |
| Olivier Dall'Oglio |

| Entraîneur : |
| Franck Haise |

| Entraîneur :       |
| Olivier Dall'Oglio |

| Entraîneur : |
| Igor Tudor   |

| Entraîneur : |
| Franck Haise |

| Entraîneur : |
| Igor Tudor   |

| Entraîneur : |
| Franck Haise |

| Entraîneur : |
| Franck Haise |

| Entraîneur :       |
| Philippe Montanier |

| Entraîneur : |
| Franck Haise |

| Entraîneur :       |
| Philippe Montanier |

| Entraîneur :   |
| Gérald Baticle |

| Entraîneur : |
| Franck Haise |

| Entraîneur :   |
| Gérald Baticle |

| Entraîneur : |
| Franck Haise |

| Entraîneur : |
| Franck Haise |

| Entraîneur :   |
| Pascal Gastien |

| Entraîneur : |
| Franck Haise |

| Entraîneur :   |
| Pascal Gastien |

#### Journée 16 à 19
Les matchs 16 à 19 de l'équipe du Racing Club de Lens lors de cette saison Championnat de France de football 2022-2023 se soldent par deux victoires et deux matchs nuls pour un total de 6 buts marqués pour 3 buts encaissés. L'équipe a aussi pris un total de 8 points pour ces matchs et se place à la 2e place de Ligue 1.
| Entraîneur : |
| Lucien Favre |

| Entraîneur : |
| Franck Haise |

| Entraîneur : |
| Lucien Favre |

| Entraîneur : |
| Franck Haise |

| Entraîneur : |
| Franck Haise |

| Entraîneur :       |
| Christophe Galtier |

| Entraîneur : |
| Franck Haise |

| Entraîneur :       |
| Christophe Galtier |

| Entraîneur :       |
| Mathieu Le Scornet |

| Entraîneur : |
| Franck Haise |

| Entraîneur :       |
| Mathieu Le Scornet |

| Entraîneur : |
| Franck Haise |

| Entraîneur : |
| Franck Haise |

| Entraîneur :         |
| Christophe Pélissier |

| Entraîneur : |
| Franck Haise |

| Entraîneur :         |
| Christophe Pélissier |

### Mi-saison
À la mi-saison, le Racing club de Lens est classé 2e avec 44 points. Le champion d'automne étant le Paris Saint-Germain avec 47 points.
La saison précédente à la même période, le Racing Club de Lens était classé 9e avec 27 points.

### Matchs retour

#### Journée 20 à 24
Les cinq matchs suivants de l'équipe du Racing Club de Lens lors de cette saison Championnat de France de football 2022-2023 se soldent par une victoire, deux nuls et deux défaites pour un total de 6 buts marqués pour 6 buts encaissés. L'équipe a aussi pris un total de 9 points pour ces matchs et se place à la 4e place de Ligue 1.
| Entraîneur :     |
| Patrick Kisnorbo |

| Entraîneur : |
| Franck Haise |

| Entraîneur :     |
| Patrick Kisnorbo |

| Entraîneur : |
| Franck Haise |

| Entraîneur : |
| Franck Haise |

| Entraîneur :  |
| Didier Digard |

| Entraîneur : |
| Franck Haise |

| Entraîneur :  |
| Didier Digard |

| Entraîneur : |
| Eric Roy     |

| Entraîneur : |
| Franck Haise |

| Entraîneur : |
| Eric Roy     |

| Entraîneur : |
| Franck Haise |

| Entraîneur :  |
| Laurent Blanc |

| Entraîneur : |
| Franck Haise |

| Entraîneur :  |
| Laurent Blanc |

| Entraîneur : |
| Franck Haise |

| Entraîneur : |
| Franck Haise |

| Entraîneur :      |
| Antoine Kombouaré |

| Entraîneur : |
| Franck Haise |

| Entraîneur :      |
| Antoine Kombouaré |

#### Journée 25 à 29
Le RC Lens aborde le derby contre Lille avec une évolution tactique. Pour la première fois en Ligue 1 depuis l'arrivée de Franck Haise et en l'absence en défense de Facundo Medina, l'équipe démarre une rencontre avec un système à quatre défenseurs contre trois habituellement.
Lors de la victoire 4-0 en déplacement contre le Clermont Foot 63, Loïs Openda inscrit un triplé en 4 minutes 30 secondes, ce qui constitue le triplé le plus rapide de l'histoire du championnat de France.
| Entraîneur :        |
| Michel Der Zakarian |

| Entraîneur : |
| Franck Haise |

| Entraîneur :        |
| Michel Der Zakarian |

| Entraîneur : |
| Franck Haise |

| Entraîneur : |
| Franck Haise |

| Entraîneur :  |
| Paulo Fonseca |

| Entraîneur : |
| Franck Haise |

| Entraîneur :  |
| Paulo Fonseca |

| Entraîneur :   |
| Pascal Gastien |

| Entraîneur : |
| Franck Haise |

| Entraîneur :   |
| Pascal Gastien |

| Entraîneur : |
| Franck Haise |

| Entraîneur : |
| Franck Haise |

| Entraîneur :     |
| Alexandre Dujeux |

| Entraîneur : |
| Franck Haise |

| Entraîneur :     |
| Alexandre Dujeux |

| Entraîneur :  |
| Bruno Génésio |

| Entraîneur : |
| Franck Haise |

| Entraîneur :  |
| Bruno Génésio |

| Entraîneur : |
| Franck Haise |

#### Journée 30 à 34
Les matchs 30 à 34 de l'équipe du Racing Club de Lens lors de cette saison Championnat de France de football 2022-2023 se soldent par quatre victoires et une défaite pour un total de 9 buts marqués pour 5 buts encaissés. L'équipe a aussi pris un total de 12 points pour ces matchs et se place à la 2e place de Ligue 1.
| Entraîneur : |
| Franck Haise |

| Entraîneur :       |
| Frédéric Antonetti |

| Entraîneur : |
| Franck Haise |

| Entraîneur :       |
| Frédéric Antonetti |

| Entraîneur :       |
| Christophe Galtier |

| Entraîneur : |
| Franck Haise |

| Entraîneur :       |
| Christophe Galtier |

| Entraîneur : |
| Franck Haise |

| Entraîneur : |
| Franck Haise |

| Entraîneur :     |
| Philippe Clement |

| Entraîneur : |
| Franck Haise |

| Entraîneur :     |
| Philippe Clement |

| Entraîneur :       |
| Philippe Montanier |

| Entraîneur : |
| Franck Haise |

| Entraîneur :       |
| Philippe Montanier |

| Entraîneur : |
| Franck Haise |

| Entraîneur : |
| Franck Haise |

| Entraîneur : |
| Igor Tudor   |

| Entraîneur : |
| Franck Haise |

| Entraîneur : |
| Igor Tudor   |

#### Journée 35 à 38
Les matchs 35 à 38 de l'équipe du Racing Club de Lens lors de cette saison Championnat de France de football 2022-2023 se soldent par quatre victoires sans aucun point de perdus pour un total de 11 buts marqués pour 3 buts encaissés. L'équipe a aussi pris un total de 12 points pour ces matchs, se place à la 2e place de Ligue 1 et se qualifie pour la prochaine Ligue des champions.
| Entraîneur : |
| Franck Haise |

| Entraîneur : |
| Will Still   |

| Entraîneur : |
| Franck Haise |

| Entraîneur : |
| Will Still   |

| Entraîneur :  |
| Régis Le Bris |

| Entraîneur : |
| Franck Haise |

| Entraîneur :  |
| Régis Le Bris |

| Entraîneur : |
| Franck Haise |

| Entraîneur : |
| Franck Haise |

| Entraîneur :      |
| Olivier Pantaloni |

| Entraîneur : |
| Franck Haise |

| Entraîneur :      |
| Olivier Pantaloni |

| Entraîneur :         |
| Christophe Pélissier |

| Entraîneur : |
| Franck Haise |

| Entraîneur :         |
| Christophe Pélissier |

| Entraîneur : |
| Franck Haise |

### Bilan de la saison
À la fin de la saison, le Racing club de Lens est classé 2e avec 84 points. Le champion étant le Paris Saint-Germain avec 85 points.
La saison précédente, le Racing Club de Lens était classé 7e avec 62 points. Le club avait donc 22 points de moins.
Le club se qualifie pour la prochaine Ligue des champions.

### Évolution au classement
| J     | 01 | 02 | 03 | 04 | 05 | 06 | 07 | 08 | 09 | 10 | 11 | 12 | 13 | 14 | 15 | 16 | 17 | 18 | 19 | 20 | 21 | 22 | 23 | 24 | 25 | 26 | 27 | 28 | 29 | 30 | 31 | 32 | 33 | 34 | 35 | 36 | 37 | 38 |
| 1er   |    |    |    |    |    |    |    |    |    |    |    |    |    |    |    |    |    |    |    |    |    |    |    |    |    |    |    |    |    |    |    |    |    |    |    |    |    |    |
| 2e    |    |    | ●  |    | ●  |    |    |    |    |    |    | ●  | ●  | ●  | ●  | ●  | ●  | ●  | ●  | ●  |    |    |    |    |    |    |    |    | ●  | ●  |    |    |    | ●  | ●  | ●  | ●  | ●  |
| 3e    |    |    |    | ●  |    | ●  | ●  |    |    |    | ●  |    |    |    |    |    |    |    |    |    | ●  | ●  |    |    |    |    | ●  | ●  |    |    | ●  | ●  | ●  |    |    |    |    |    |
| 4e    |    |    |    |    |    |    |    | ●  | ●  | ●  |    |    |    |    |    |    |    |    |    |    |    |    | ●  | ●  | ●  | ●  |    |    |    |    |    |    |    |    |    |    |    |    |
| 5e    | ●  |    |    |    |    |    |    |    |    |    |    |    |    |    |    |    |    |    |    |    |    |    |    |    |    |    |    |    |    |    |    |    |    |    |    |    |    |    |
| 6e    |    | ●  |    |    |    |    |    |    |    |    |    |    |    |    |    |    |    |    |    |    |    |    |    |    |    |    |    |    |    |    |    |    |    |    |    |    |    |    |
| 7e    |    |    |    |    |    |    |    |    |    |    |    |    |    |    |    |    |    |    |    |    |    |    |    |    |    |    |    |    |    |    |    |    |    |    |    |    |    |    |
| 8e    |    |    |    |    |    |    |    |    |    |    |    |    |    |    |    |    |    |    |    |    |    |    |    |    |    |    |    |    |    |    |    |    |    |    |    |    |    |    |
| 9e    |    |    |    |    |    |    |    |    |    |    |    |    |    |    |    |    |    |    |    |    |    |    |    |    |    |    |    |    |    |    |    |    |    |    |    |    |    |    |
| 10e   |    |    |    |    |    |    |    |    |    |    |    |    |    |    |    |    |    |    |    |    |    |    |    |    |    |    |    |    |    |    |    |    |    |    |    |    |    |    |
| 11e   |    |    |    |    |    |    |    |    |    |    |    |    |    |    |    |    |    |    |    |    |    |    |    |    |    |    |    |    |    |    |    |    |    |    |    |    |    |    |
| 12e   |    |    |    |    |    |    |    |    |    |    |    |    |    |    |    |    |    |    |    |    |    |    |    |    |    |    |    |    |    |    |    |    |    |    |    |    |    |    |
| 13e C |    |    |    |    |    |    |    |    |    |    |    |    |    |    |    |    |    |    |    |    |    |    |    |    |    |    |    |    |    |    |    |    |    |    |    |    |    |    |
| 14e   |    |    |    |    |    |    |    |    |    |    |    |    |    |    |    |    |    |    |    |    |    |    |    |    |    |    |    |    |    |    |    |    |    |    |    |    |    |    |
| 15e   |    |    |    |    |    |    |    |    |    |    |    |    |    |    |    |    |    |    |    |    |    |    |    |    |    |    |    |    |    |    |    |    |    |    |    |    |    |    |
| 16e   |    |    |    |    |    |    |    |    |    |    |    |    |    |    |    |    |    |    |    |    |    |    |    |    |    |    |    |    |    |    |    |    |    |    |    |    |    |    |
| 17e   |    |    |    |    |    |    |    |    |    |    |    |    |    |    |    |    |    |    |    |    |    |    |    |    |    |    |    |    |    |    |    |    |    |    |    |    |    |    |
| 18e   |    |    |    |    |    |    |    |    |    |    |    |    |    |    |    |    |    |    |    |    |    |    |    |    |    |    |    |    |    |    |    |    |    |    |    |    |    |    |
| 19e   |    |    |    |    |    |    |    |    |    |    |    |    |    |    |    |    |    |    |    |    |    |    |    |    |    |    |    |    |    |    |    |    |    |    |    |    |    |    |
| 20e   |    |    |    |    |    |    |    |    |    |    |    |    |    |    |    |    |    |    |    |    |    |    |    |    |    |    |    |    |    |    |    |    |    |    |    |    |    |    |

### Classement général
| Rang | Équipe                  | Pts | J  | G  | N  | P  | Bp | Bc | Diff | Qualification ou relégation                                                     |
| ---- | ----------------------- | --- | -- | -- | -- | -- | -- | -- | ---- | ------------------------------------------------------------------------------- |
| 1    | Paris Saint-Germain T S | 85  | 38 | 27 | 4  | 7  | 89 | 40 | +49  | Qualification pour la phase de groupes de la Ligue des champions                |
| 2    | RC Lens                 | 84  | 38 | 25 | 9  | 4  | 68 | 29 | +39  | Qualification pour la phase de groupes de la Ligue des champions                |
| 3    | Olympique de Marseille  | 73  | 38 | 22 | 7  | 9  | 67 | 40 | +27  | Qualification pour le troisième tour de qualification de la Ligue des champions |
| 4    | Stade rennais FC        | 68  | 38 | 21 | 5  | 12 | 69 | 39 | +30  | Qualification pour la phase de groupes de la Ligue Europa                       |
| 5    | LOSC Lille              | 67  | 38 | 19 | 10 | 9  | 65 | 44 | +21  | Qualification pour les barrages de la Ligue Europa Conférence                   |

## Coupe de France
| Titulaires :  |                       |     |
|               |                       |     |
| 1             | Ali Lutumba           |     |
| 2             | Elhadji Tchabo        | 80e |
| 3             | Yousouf Djiba         | 80e |
| 4             | Ilyas Khairi          |     |
| 5             | Adama Doucoure        |     |
| 6             | Jean-Noël Gabriel     |     |
| 7             | Tom Bouvil            | 64e |
| 8             | Jordan Fukidi         |     |
| 9             | Pascal Leno           |     |
| 10            | Mehdi Admi            |     |
| 11            | Issa Cisse            | 78e |
|               |                       |     |
| Remplaçants : |                       |     |
| 12            | Kylian Baroudi        | 64e |
| 13            | Colin Kouassi         | 80e |
| 14            | Ousmane Diallo        |     |
| 15            | Emmanuel Gbobouo      |     |
| 16            | Bandiougou Dianka     |     |
| 17            | Aadil El Gachbour     |     |
| 18            | Jonathan Lavri        | 80e |
| 19            | William Lopes Marques |     |
| 20            | Salah Bekhadda        | 78e |
|               |                       |     |
| Entraîneur :  |                       |     |
| Fouad Mabrouk |                       |     |

| Titulaires :  |                        |     |
|               |                        |     |
| 1             | Jean-Louis Leca        |     |
| 2             | Julien Le Cardinal     |     |
| 3             | Jonathan Gradit        | 85e |
| 4             | Kevin Danso            |     |
| 5             | Massadio Haïdara       |     |
| 6             | Ismaël Boura           | 78e |
| 7             | Salis Abdul Samed      |     |
| 8             | Łukasz Poręba          | 62e |
| 9             | Rémy Labeau-Lascary    |     |
| 10            | Alexis Claude-Maurice  | 62e |
| 11            | Loïs Openda            | 62e |
|               |                        |     |
| Remplaçants : |                        |     |
| 12            | Jean Onana             |     |
| 13            | Przemysław Frankowski  | 78e |
| 14            | Facundo Medina         |     |
| 15            | Steven Fortes          |     |
| 16            | Brice Samba            |     |
| 17            | Seko Fofana            | 62e |
| 18            | Florian Sotoca         | 62e |
| 19            | Nolan Bonte            | 85e |
| 20            | David Pereira Da Costa | 62e |
|               |                        |     |
| Entraîneur :  |                        |     |
| Franck Haise  |                        |     |

| Titulaires :  |                       |     |
|               |                       |     |
| 1             | Ali Lutumba           |     |
| 2             | Elhadji Tchabo        | 80e |
| 3             | Yousouf Djiba         | 80e |
| 4             | Ilyas Khairi          |     |
| 5             | Adama Doucoure        |     |
| 6             | Jean-Noël Gabriel     |     |
| 7             | Tom Bouvil            | 64e |
| 8             | Jordan Fukidi         |     |
| 9             | Pascal Leno           |     |
| 10            | Mehdi Admi            |     |
| 11            | Issa Cisse            | 78e |
|               |                       |     |
| Remplaçants : |                       |     |
| 12            | Kylian Baroudi        | 64e |
| 13            | Colin Kouassi         | 80e |
| 14            | Ousmane Diallo        |     |
| 15            | Emmanuel Gbobouo      |     |
| 16            | Bandiougou Dianka     |     |
| 17            | Aadil El Gachbour     |     |
| 18            | Jonathan Lavri        | 80e |
| 19            | William Lopes Marques |     |
| 20            | Salah Bekhadda        | 78e |
|               |                       |     |
| Entraîneur :  |                       |     |
| Fouad Mabrouk |                       |     |

| Titulaires :  |                        |     |
|               |                        |     |
| 1             | Jean-Louis Leca        |     |
| 2             | Julien Le Cardinal     |     |
| 3             | Jonathan Gradit        | 85e |
| 4             | Kevin Danso            |     |
| 5             | Massadio Haïdara       |     |
| 6             | Ismaël Boura           | 78e |
| 7             | Salis Abdul Samed      |     |
| 8             | Łukasz Poręba          | 62e |
| 9             | Rémy Labeau-Lascary    |     |
| 10            | Alexis Claude-Maurice  | 62e |
| 11            | Loïs Openda            | 62e |
|               |                        |     |
| Remplaçants : |                        |     |
| 12            | Jean Onana             |     |
| 13            | Przemysław Frankowski  | 78e |
| 14            | Facundo Medina         |     |
| 15            | Steven Fortes          |     |
| 16            | Brice Samba            |     |
| 17            | Seko Fofana            | 62e |
| 18            | Florian Sotoca         | 62e |
| 19            | Nolan Bonte            | 85e |
| 20            | David Pereira Da Costa | 62e |
|               |                        |     |
| Entraîneur :  |                        |     |
| Franck Haise  |                        |     |

| Titulaires :  |                    |     |
|               |                    |     |
| 1             | Joaquín Blázquez   |     |
| 2             | Jean-Kévin Duverne |     |
| 3             | Lilian Brassier    |     |
| 4             | Achraf Dari        |     |
| 5             | Kenny Lala         |     |
| 6             | Pierre Lees-Melou  | 63e |
| 7             | Haris Belkebla     |     |
| 8             | Hugo Magnetti      | 83e |
| 9             | Franck Honorat     | 71e |
| 10            | Islam Slimani      | 71e |
| 11            | Jérémy Le Douaron  | 63e |
|               |                    |     |
| Remplaçants : |                    |     |
| 12            | Taïryk Arconte     | 71e |
| 13            | Mahdi Camara       | 63e |
| 14            | Christophe Hérelle |     |
| 15            | Steve Mounié       | 71e |
| 16            | Grégoire Coudert   |     |
| 17            | Axel Camblan       | 63e |
| 18            | Karamoko Dembélé   | 83e |
|               |                    |     |
| Entraîneur :  |                    |     |
| Eric Roy      |                    |     |

| Titulaires :  |                        |     |
|               |                        |     |
| 1             | Jean-Louis Leca        |     |
| 2             | Julien Le Cardinal     |     |
| 3             | Deiver Machado         | 80e |
| 4             | Kevin Danso            |     |
| 5             | Jonathan Gradit        |     |
| 6             | Facundo Medina         | 46e |
| 7             | Salis Abdul Samed      |     |
| 8             | Seko Fofana            | 87e |
| 9             | Adrien Thomasson       |     |
| 10            | Alexis Claude-Maurice  | 72e |
| 11            | Wesley Saïd            | 46e |
|               |                        |     |
| Remplaçants : |                        |     |
| 12            | Jean Onana             | 87e |
| 13            | Łukasz Poręba          |     |
| 14            | Przemysław Frankowski  | 80e |
| 15            | Ismaël Boura           |     |
| 16            | Brice Samba            |     |
| 17            | Florian Sotoca         | 72e |
| 18            | Massadio Haïdara       | 46e |
| 19            | Loïs Openda            | 46e |
| 20            | David Pereira Da Costa |     |
|               |                        |     |
| Entraîneur :  |                        |     |
| Franck Haise  |                        |     |

| Titulaires :  |                    |     |
|               |                    |     |
| 1             | Joaquín Blázquez   |     |
| 2             | Jean-Kévin Duverne |     |
| 3             | Lilian Brassier    |     |
| 4             | Achraf Dari        |     |
| 5             | Kenny Lala         |     |
| 6             | Pierre Lees-Melou  | 63e |
| 7             | Haris Belkebla     |     |
| 8             | Hugo Magnetti      | 83e |
| 9             | Franck Honorat     | 71e |
| 10            | Islam Slimani      | 71e |
| 11            | Jérémy Le Douaron  | 63e |
|               |                    |     |
| Remplaçants : |                    |     |
| 12            | Taïryk Arconte     | 71e |
| 13            | Mahdi Camara       | 63e |
| 14            | Christophe Hérelle |     |
| 15            | Steve Mounié       | 71e |
| 16            | Grégoire Coudert   |     |
| 17            | Axel Camblan       | 63e |
| 18            | Karamoko Dembélé   | 83e |
|               |                    |     |
| Entraîneur :  |                    |     |
| Eric Roy      |                    |     |

| Titulaires :  |                        |     |
|               |                        |     |
| 1             | Jean-Louis Leca        |     |
| 2             | Julien Le Cardinal     |     |
| 3             | Deiver Machado         | 80e |
| 4             | Kevin Danso            |     |
| 5             | Jonathan Gradit        |     |
| 6             | Facundo Medina         | 46e |
| 7             | Salis Abdul Samed      |     |
| 8             | Seko Fofana            | 87e |
| 9             | Adrien Thomasson       |     |
| 10            | Alexis Claude-Maurice  | 72e |
| 11            | Wesley Saïd            | 46e |
|               |                        |     |
| Remplaçants : |                        |     |
| 12            | Jean Onana             | 87e |
| 13            | Łukasz Poręba          |     |
| 14            | Przemysław Frankowski  | 80e |
| 15            | Ismaël Boura           |     |
| 16            | Brice Samba            |     |
| 17            | Florian Sotoca         | 72e |
| 18            | Massadio Haïdara       | 46e |
| 19            | Loïs Openda            | 46e |
| 20            | David Pereira Da Costa |     |
|               |                        |     |
| Entraîneur :  |                        |     |
| Franck Haise  |                        |     |

| Titulaires :  |                     |     |
|               |                     |     |
| 1             | Vito Mannone        |     |
| 2             | Igor Silva          |     |
| 3             | Darlin Yongwa       |     |
| 4             | Bamo Méïté          |     |
| 5             | Montassar Talbi     |     |
| 6             | Jean-Victor Makengo |     |
| 7             | Romain Faivre       | 68e |
| 8             | Julien Ponceau      | 84e |
| 9             | Bamba Dieng         | 68e |
| 10            | Enzo Le Fée         |     |
| 11            | Yoann Cathline      |     |
|               |                     |     |
| Remplaçants : |                     |     |
| 12            | Maxime Wackers      |     |
| 13            | Paul Nouga          |     |
| 14            | Gédéon Kalulu       | 84e |
| 15            | Ayman Kari          |     |
| 16            | Julian Pollersbeck  |     |
| 17            | Erwan Colas         |     |
| 18            | Adil Aouchiche      |     |
| 19            | Ibrahima Koné       | 68e |
| 20            | Siriné Doucouré     | 68e |
|               |                     |     |
| Entraîneur :  |                     |     |
| Régis Le Bris |                     |     |

| Titulaires :  |                        |     |
|               |                        |     |
| 1             | Jean-Louis Leca        |     |
| 2             | Przemysław Frankowski  |     |
| 3             | Ismaël Boura           | 62e |
| 4             | Salis Abdul Samed      |     |
| 5             | Jonathan Gradit        |     |
| 6             | Jean Onana             |     |
| 7             | Łukasz Poręba          | 62e |
| 8             | Adrien Thomasson       |     |
| 9             | Angelo Fulgini         | 72e |
| 10            | David Pereira Da Costa | 84e |
| 11            | Loïs Openda            | 72e |
|               |                        |     |
| Remplaçants : |                        |     |
| 12            | Deiver Machado         | 62e |
| 13            | Fodé Sylla             |     |
| 14            | Facundo Medina         | 84e |
| 15            | Adrien Louveau         |     |
| 16            | Brice Samba            |     |
| 17            | Florian Sotoca         | 72e |
| 18            | Seko Fofana            | 62e |
| 19            | Julien Le Cardinal     |     |
| 20            | Rémy Labeau-Lascary    | 72e |
|               |                        |     |
| Entraîneur :  |                        |     |
| Franck Haise  |                        |     |

| Titulaires :  |                     |     |
|               |                     |     |
| 1             | Vito Mannone        |     |
| 2             | Igor Silva          |     |
| 3             | Darlin Yongwa       |     |
| 4             | Bamo Méïté          |     |
| 5             | Montassar Talbi     |     |
| 6             | Jean-Victor Makengo |     |
| 7             | Romain Faivre       | 68e |
| 8             | Julien Ponceau      | 84e |
| 9             | Bamba Dieng         | 68e |
| 10            | Enzo Le Fée         |     |
| 11            | Yoann Cathline      |     |
|               |                     |     |
| Remplaçants : |                     |     |
| 12            | Maxime Wackers      |     |
| 13            | Paul Nouga          |     |
| 14            | Gédéon Kalulu       | 84e |
| 15            | Ayman Kari          |     |
| 16            | Julian Pollersbeck  |     |
| 17            | Erwan Colas         |     |
| 18            | Adil Aouchiche      |     |
| 19            | Ibrahima Koné       | 68e |
| 20            | Siriné Doucouré     | 68e |
|               |                     |     |
| Entraîneur :  |                     |     |
| Régis Le Bris |                     |     |

| Titulaires :  |                        |     |
|               |                        |     |
| 1             | Jean-Louis Leca        |     |
| 2             | Przemysław Frankowski  |     |
| 3             | Ismaël Boura           | 62e |
| 4             | Salis Abdul Samed      |     |
| 5             | Jonathan Gradit        |     |
| 6             | Jean Onana             |     |
| 7             | Łukasz Poręba          | 62e |
| 8             | Adrien Thomasson       |     |
| 9             | Angelo Fulgini         | 72e |
| 10            | David Pereira Da Costa | 84e |
| 11            | Loïs Openda            | 72e |
|               |                        |     |
| Remplaçants : |                        |     |
| 12            | Deiver Machado         | 62e |
| 13            | Fodé Sylla             |     |
| 14            | Facundo Medina         | 84e |
| 15            | Adrien Louveau         |     |
| 16            | Brice Samba            |     |
| 17            | Florian Sotoca         | 72e |
| 18            | Seko Fofana            | 62e |
| 19            | Julien Le Cardinal     |     |
| 20            | Rémy Labeau-Lascary    | 72e |
|               |                        |     |
| Entraîneur :  |                        |     |
| Franck Haise  |                        |     |

| Titulaires :      |                          |     |
|                   |                          |     |
| 3                 | Andrei Girotto           |     |
| 7                 | Evann Guessand           | 74e |
| 8                 | Samuel Moutoussamy       |     |
| 14                | Ignatius Ganago          | 82e |
| 16                | Rémy Descamps            |     |
| 17                | Moussa Sissoko           |     |
| 21                | Jean-Charles Castelletto |     |
| 25                | Florent Mollet           | 75e |
| 26                | Jaouen Hadjam            |     |
| 28                | Fabien Centonze          |     |
| 99                | Andy Delort              | 75e |
|                   |                          |     |
| Remplaçants :     |                          |     |
| 1                 | Alban Lafont             |     |
| 5                 | Pedro Chirivella         |     |
| 10                | Ludovic Blas             | 75e |
| 11                | Marcus Coco              |     |
| 24                | Sébastien Corchia        | 82e |
| 27                | Moses Simon              | 74e |
| 31                | Mostafa Mohamed          | 75e |
| 38                | João Victor              |     |
| 63                | Michel Diaz              |     |
|                   |                          |     |
| Entraîneur :      |                          |     |
| Antoine Kombouaré |                          |     |

| Titulaires :  |                        |     |
|               |                        |     |
| 4             | Kevin Danso            |     |
| 7             | Florian Sotoca         |     |
| 8             | Seko Fofana            |     |
| 10            | David Pereira Da Costa | 77e |
| 11            | Loïs Openda            |     |
| 14            | Facundo Medina         | 19e |
| 16            | Jean-Louis Leca        |     |
| 21            | Massadio Haïdara       | 64e |
| 24            | Jonathan Gradit        |     |
| 25            | Julien Le Cardinal     | 64e |
| 26            | Salis Abdul Samed      |     |
|               |                        |     |
| Remplaçants : |                        |     |
| 3             | Deiver Machado         | 19e |
| 6             | Jean Onana             |     |
| 13            | Łukasz Poręba          |     |
| 20            | Angelo Fulgini         | 64e |
| 23            | Ismaël Boura           |     |
| 28            | Adrien Thomasson       | 77e |
| 29            | Przemysław Frankowski  | 64e |
| 30            | Brice Samba            |     |
| 36            | Rémy Labeau-Lascary    |     |
|               |                        |     |
| Entraîneur :  |                        |     |
| Franck Haise  |                        |     |

| Titulaires :      |                          |     |
|                   |                          |     |
| 3                 | Andrei Girotto           |     |
| 7                 | Evann Guessand           | 74e |
| 8                 | Samuel Moutoussamy       |     |
| 14                | Ignatius Ganago          | 82e |
| 16                | Rémy Descamps            |     |
| 17                | Moussa Sissoko           |     |
| 21                | Jean-Charles Castelletto |     |
| 25                | Florent Mollet           | 75e |
| 26                | Jaouen Hadjam            |     |
| 28                | Fabien Centonze          |     |
| 99                | Andy Delort              | 75e |
|                   |                          |     |
| Remplaçants :     |                          |     |
| 1                 | Alban Lafont             |     |
| 5                 | Pedro Chirivella         |     |
| 10                | Ludovic Blas             | 75e |
| 11                | Marcus Coco              |     |
| 24                | Sébastien Corchia        | 82e |
| 27                | Moses Simon              | 74e |
| 31                | Mostafa Mohamed          | 75e |
| 38                | João Victor              |     |
| 63                | Michel Diaz              |     |
|                   |                          |     |
| Entraîneur :      |                          |     |
| Antoine Kombouaré |                          |     |

| Titulaires :  |                        |     |
|               |                        |     |
| 4             | Kevin Danso            |     |
| 7             | Florian Sotoca         |     |
| 8             | Seko Fofana            |     |
| 10            | David Pereira Da Costa | 77e |
| 11            | Loïs Openda            |     |
| 14            | Facundo Medina         | 19e |
| 16            | Jean-Louis Leca        |     |
| 21            | Massadio Haïdara       | 64e |
| 24            | Jonathan Gradit        |     |
| 25            | Julien Le Cardinal     | 64e |
| 26            | Salis Abdul Samed      |     |
|               |                        |     |
| Remplaçants : |                        |     |
| 3             | Deiver Machado         | 19e |
| 6             | Jean Onana             |     |
| 13            | Łukasz Poręba          |     |
| 20            | Angelo Fulgini         | 64e |
| 23            | Ismaël Boura           |     |
| 28            | Adrien Thomasson       | 77e |
| 29            | Przemysław Frankowski  | 64e |
| 30            | Brice Samba            |     |
| 36            | Rémy Labeau-Lascary    |     |
|               |                        |     |
| Entraîneur :  |                        |     |
| Franck Haise  |                        |     |